# 파주군 (1971년 선거구)
파주군은 대한민국의 옛 국회의원 선거구이다. 당시 경기도 파주군 지역을 관할했다.

## 역사
제8대 국회의원 선거를 앞두고 고양군·파주군 선거구에서 분리되면서 신설되었다.
제9대 국회의원 선거를 앞두고 의정부시, 양주군과 함께 의정부시·양주군·파주군 선거구를 이루게 되면서 폐지되었다.

## 역대 국회의원
| 선거   | 정당 | 정당       | 의원   |
| ------ | ---- | ---------- | ------ |
| 1971년 |      | 민주공화당 | 박명근 |

## 역대 선거 결과

### 대한민국 제8대 국회의원 선거
|  | 55.79% |

|  | 42.84% |

|  | 1.36% |